# Bjelovar
Bjelovar (tyska: Bellowar, ungerska: Belovár) är en stad i Kroatien. Staden har 41 869 (2001) invånare och är residensstad i Bjelovar-Bilogoras län. Staden räknas till regionen centrala Kroatien.

## Historia
Staden Bjelovar nämns för första gången i ett skrivet dokument år 1413. 1756, då en befästning uppförs på befallning av den habsburgska kejsarinnan Maria Teresia, växer staden i betydelse. Staden blir en viktig garnisonsstad i den av habsburgarna upprättade Militärgränsen.

## Sevärdheter
- Katedralen i Bjelovar